# Церква Успіння Пресвятої Богородиці (Пісочна)
Церква Успіння Пресвятої Богородиці в Пісочній — парафія і храм Рудниківського деканату Стрийської єпархії Української греко-католицької церкви в селі Пісочній Розвадівської громади Стрийського району Львівської области. У храмі брали шлюб Михайло Гаврилко та Олена з Гордієвських.

## Історія церкви
Дерев'яний храм був зведений в 1893 році, замінивши давню дерев'яну церкву, яка існувала вже в [1832] році. Найвеличніші художні твори, які є тепер у храмі, малював вояк УСС, імовірно, це був Осип Курилас, який три роки жив і творив у Пісочні[джерело?].
Візитацію парафії здійснили: митрополит Михайло Левицький (1832), митрополит Йосиф Сембратович (1881), митрополит Андрей Шептицький (1909), єпископ Никита Будка (1938)[джерело?], єпископ-помічник Богдан Манишин (2018, 2019) та єпископ Стрийський Тарас Сеньків (2019, 2020, 2021, 2023).
При парафії діють спільнота «Матері в молитві» (2008) та Духовно-просвітницький центр ім. о. Маркіяна Шашкевича (2019). Від 2018 року в храмі зберігаються мощі святого Миколая Чудотворця (перевезені з м. Флоренція, Італія).
Кількість парафіян: 1832 — 747, 1844 — 752, 1854 — 815, 1864 — 794, 1874 — 906, 1884 — 1.037, 1894 — 1.030, 1904 — 976. 1914 — 1.192, 1924 — 1.287, 1936 — 1.352.

## Парохи
- о. Лаврентій (1645)[джерело?],
- о. Іоан Брежинський (1776—1800)[джерело?],
- о. А. Крижановський (1800—1826)[джерело?],
- о. Войтинський (1826—1827)[джерело?],
- о. Григорій П'ясецький ([1832]—1856),
- о. Микола Вергановський (1855),
- о. Климентій Левицький (1856—1857, адміністратор),
- о. Іван Константинович (1857—1865+),
- о. Дмитро Строцький (1865—1866),
- о. Максим Струминський (1866—1867, адміністратор),
- о. Атаназій Стахурський (1867—1895+),
- о. Петро Петриця (1895—1897, адміністратор),
- о. Василь Кузьмич (1897—1921+),
- о. Омелян Калинюк (1922—[1944]),
- о. Олександр Ілевич (1944—1953)[джерело?],
- о. Олександр Сабат (1953—1972)[джерело?],
- о. Богдан Щур (1972—1980)[джерело?],
- о. Йосиф-Гавриїл Віновський (1981—1986)[джерело?],
- о. Петро Сольський (1986—2017)[джерело?],
- о. д-р Володимиром Ждан (від 2017),
- о. Тарас Бабій (2017—2021, сотрудник)[3],
- о. Микола Яцків (2018—2021, сотрудник)[10],
- о. Богдан Коцан (від 2021, сотрудник)[10].